# Alfonso de Elias
Alfonso de Elias (født 1902 i Mexico City, Mexico - død 1984) var en mexicansk komponist, pianist, organist og lærer. Elias studerede komposition og klaver på National Conservatory of Mexico (1915-1927), hvor han vandt første pris i en klaver konkurrence. Elias underviste i komposition og klaver på bl.a. National School of Music og University of Mexico (1958-1963).
Han har skrevet 3 symfonier, orkesterværker, kammermusik, sange, klavermusik, motetter, orgelmusik etc. Han hørte til en af de sidste romantikere blandt de mexicanske klassiske komponister i det 20. århundrede.

## Udvalgte værker
- Symfoni nr. 1 (1926)  - for orkester
- Symfoni nr. 2 (1934) - for orkester
- Symfoni nr. 3 (1963) - for orkester
- Den fortryllede have (Symfonisk Triptykon)(1924) - for orkester
- Tlalmanalco (1936) - for orkester
- Cacahuamilpa (Symfonisk digtning) (1940) - for orkester
- Violinkoncert (1967) - for violin og orkester
- Rekviem (1938) - for solister, kor og orkester